# Machaerium stygium
Machaerium stygium là một loài thực vật có hoa trong họ Đậu. Loài này được Lindm. miêu tả khoa học đầu tiên.